# Santalum
- Commons
- Wikispecies

Santalum L. é um género botânico pertencente à família Santalaceae.

## Espécies
| - Santalum acuminatum - Santalum album - Santalum ellipticum - Santalum fernandezianum - Santalum freycinetianum - Santalum haleakalae | - Santalum lanceolatum - Santalum murrayanum - Santalum obtusifolium - Santalum paniculatum - Santalum salicifolium - Santalum spicatum |

- «Lista completa»

## Classificação do gênero
| Sistema | Classificação                     | Referência               |
| ------- | --------------------------------- | ------------------------ |
| Linné   | Classe Octandria, ordem Monogynia | Species plantarum (1753) |